# Били, Ванесса
Ванесса Били (англ. Vanessa Beeley, род. 1963/1964) — британская активистка и блогер. Сторонница правительства Башара Асада. Известна тем, что распространяет теории заговора о Гражданской войне в Сирии и, в частности, о сирийской добровольческой организации «Белые каски».

## Биография

### Ранние годы
Дочь дипломата Гарольда Били, бывшего посла Великобритании в Египте. Начинала консультантом в компании по утилизации отходов на Ближнем Востоке.

### Журналистика
Активный участник и редактор конспирологического веб-сайта 21st Century Wire. Подает себя как «независимого исследователя, писателя и фотографа».
По её словам, была финалистом конкурса на премию Марты Геллхорн в области журналистики. Член призового комитета Джеймс Фокс сообщил, что комитет не ведёт списка финалистов, называются лишь имена победителей или получивших особые благодарности.

### Активизм
По словам Били, во время пребывания в Палестине она пережила израильские бомбардировки. В 2014 году начала вести блог под названием «Стена падёт», в котором поддержала палестинцев.
С 2015 года сосредоточилась на гражданской войне в Сирии. Впервые посетила Сирию в июле 2016 года. В том же году она встретилась с президентом Сирии Башаром аль-Асадом в Дамаске в составе делегации Американского Совета Мира. Эту встречу она назвала «моментом наибольшей гордости». После визита в Сирию Били отправилась в Москву, где встретилась с заместителем министра иностранных дел России М. Л. Богдановым и директором МИД РФ по информации и печати Марией Захаровой. C тех пор Били часто появлялась в передачах российских государственных телеканалав RT и Sputnik, комментируя события в Сирии. Часто появлялась на веб-канале InfoWars. По данным Bellingcat, за комментарии в поддержку режима Асада Били получила от сирийского правительства премию имени Серины Сухайм «за бескомпромиссную честность в журналистике». В 2019 году после публичных протестов были отменены две запланированные лекции Били, организованные отделением коалиции «Остановить войну» в университетах Канады.
Били часто выступала совместно с отрицателями Холокоста.

## Взгляды
Били считает, среди прочего, что Human Rights Watch является «фейковой» группой, что стрельба в редакции Charlie Hebdo была провокацией французских спецслужб и что «Аль-Каида» не стояла за терактами 11 сентября.
В 2017 году, когда кандидат в президенты Франции Франсуа Фийон осудил Асада, Били написала в Твиттере, что «Францией правят сионисты».
В 2017 году Били назвала британского парламентария Джо Кокс, погибшую в результате теракта, «защитницей Аль-Каиды» и «поджигателем войны».

### Белые каски
В 2017 году на основании презентации по теме «Белых касок», сделанной Били ранее в том же году, Российская Федерация представила в Совет Безопасности ООН отчёт, в котором пыталась связать сирийскую добровольческую организацию «Белые каски» с «Аль-Каидой». Восемь членов Совета Безопасности отвергли российский демарш и заявили, что «Белые каски» являются «беспристрастной, нейтральной организацией».
По данным аналитических агентств Graphika и Hoaxy, в 2018 году Били была одной из самых заметных фигур, распространявших онлайн-контент о «Белых касках». Били неоднократно называла «Белые каски» мошеннической и террористической организацией, в том числе заявила, что добровольцы «Белых касок» являются законной военной целью.
Эксперты по Ближнему Востоку отвергли утверждения Били о том, что «Белые каски» связаны с «Аль-Каидой» и занимаются извлечением человеческих органов. Сайт проверки фактов Snopes.com также назвал «ложным» утверждение Били о том, что «Белые каски» связаны с террористами.

### Химическое оружие
Били постоянно утверждает, что сирийское правительство не применяло химическое оружие. Между тем, эксперты совместной следственной группы ООН и ОЗХО пришли к выводу, что именно сирийские ВВС несут ответственность за химическую атаку Хан-Шейхун в 2017 году. Били же заявила, что эта версия является «разоблачённой дезинформацией».
Били является членом Рабочей группы по Сирии, пропаганде и СМИ, которая утверждает, что химическая атака в Думе в 2018 году была сфальсифицирована «Белыми касками».

### Обвинение СМИ в пропаганде терроризма
В феврале 2018 года Били призвала своих последователей подать иски против новостных агентств и журналистов, в том числе BBC, Channel 4 News и The Guardian, якобы нарушивших закон Великобритании о терроризме. Согласно интернет-изданию The Intercept, все перечисленные Били СМИ критиковали правительство Асада.

## Мнения и отзывы
В августе 2018 года депутата от лейбористской партии Великобритании Криса Уильямсона резко критиковали за то, что он назвал встречу с Били «привилегией».

### Комментарии
1. ↑  Американский филиал Всемирного совета мира, созданного в 1979 году на деньги КПСС; финансировался КПСС вплоть до развала последней в 1991 году.
2. ↑  В статье «Нью-Йорк Ревью оф Букс» Богданов назван «главным представителем Путина в Сирии».

### Сноски
1. 1 2 3 4 5 6  Bachner, Michael (August 22, 2018) «UK Labour MP slammed for praising anti-Semitic pro-Assad conspiracist» Архивная копия от 21 февраля 2019 на Wayback Machine. The Times of Israel.
2. 1 2 3 4 5 6  Giovanni, Janine di. Why Assad and Russia Target the White Helmets (англ.). The New York Review of Books (16 октября 2018). Дата обращения: 17 марта 2020. Архивировано 12 ноября 2019 года.
3. 1 2  Wilson, Tom (14 января 2020). Cross-platform disinformation campaigns: lessons learned and next steps. Harvard Kennedy School Misinformation Review (англ.). 1 (1). doi:10.37016/mr-2020-002.
4. 1 2  Assad Supporters Plan to Put the 'Media on Trial' for Doing Journalism in Syria (амер. англ.). Snopes.com. Дата обращения: 15 марта 2020. Архивировано 21 мая 2022 года.
5. 1 2 3  The online activists pushing Syria conspiracy theories. BBC News (англ.). 19 апреля 2018. Архивировано 19 марта 2020. Дата обращения: 15 марта 2020.
6. 1 2 3 4  York, Chris. 'Conspiracy Theorist' Vanessa Beeley Faces Backlash As Universities Cancel Her 'Journalism' Talks. uk.news.yahoo.com (7 декабря 2019). Дата обращения: 8 августа 2020. Архивировано 7 декабря 2019 года.
7. 1 2  The 'crazy club': Inside the British propaganda trips that seek to legitimise Assad's barbarism (англ.). The National. Дата обращения: 17 марта 2020. Архивировано 12 июня 2020 года.
8. 1 2 3  Keate, Georgie (14 апреля 2018). To say Douma attack was staged is to enter an Orwellian world. The Times (англ.). Архивировано 27 ноября 2020. Дата обращения: 24 ноября 2020.
9. 1 2 3  Solon, Olivia (18 декабря 2017). How Syria's White Helmets became victims of an online propaganda machine. The Guardian (англ.). ISSN 0261-3077. Архивировано 1 января 2018. Дата обращения: 15 марта 2020.
10. 1 2  Berlatsky, Noah. Dear Leftists: Going on Tucker Carlson Is Not Going to Stop Imperialism (англ.). Pacific Standard. Дата обращения: 15 марта 2020. Архивировано 11 июня 2020 года.
11. 1 2  Webster, Ben (16 April 2018). «Academics accused of speaking for Assad condemn Syria raids» Архивная копия от 6 июля 2020 на Wayback Machine The Times.
12. 1 2  About (англ.). The Wall Will Fall. Дата обращения: 22 ноября 2020. Архивировано 24 ноября 2020 года.
13. ↑  Hadjimatheou, Chloe (February 27, 2021). «Mayday: How the White Helmets and James Le Mesurier got pulled into a deadly battle for truth» Архивная копия от 1 марта 2021 на Wayback Machine. BBC News.
14. ↑  Britisk journalist svarer Khader igen: "Jeg er hverken støttet af Assad eller Putin" (дат.). jyllands-posten.dk (2 января 2017). Дата обращения: 22 ноября 2020. Архивировано 25 июля 2018 года.
15. ↑  Labour can be Jo Cox’s party or Chris Williamson’s – it cannot be both (англ.). www.newstatesman.com. Дата обращения: 17 декабря 2020. Архивировано 26 ноября 2018 года.
16. 1 2  «Labour MP Chris Williamson’s 'democracy roadshow' criticised» Архивная копия от 17 июля 2019 на Wayback Machine. BBC News. 21 August 2018.
17. ↑  Kennedy, Dominic (28 April 2018). «Guests rebelled at Syria trip ‘lunacy’» Архивная копия от 31 октября 2020 на Wayback Machine The Times.
18. 1 2  Mysterious death of White Helmets co-founder spotlights toxic propaganda (амер. англ.). PBS NewsHour (24 декабря 2019). Дата обращения: 17 марта 2020. Архивировано 27 февраля 2021 года.
19. ↑  Palma, Bethania (December 15, 2016). «Are the Syrian ‘White Helmets’ Rescue Organization Terrorists?» Архивная копия от 15 января 2022 на Wayback Machine Snopes.
20. ↑  Mackey, Robert (21 February 2020). «Homeland Security Algorithm Revokes U.S. Visa of War Crimes Investigator Eyal Weizman» Архивная копия от 1 декабря 2020 на Wayback Machine The Intercept.